# La balia
La balia es una película italiana dirigida por Marco Bellocchio y estrenada en el año 1998

## Argumento
A principios del siglo veinte, Italia está agitada por violentos problemas sociales. Las emigraciones internas dejan vacíos los campos convirtiendo las ciudades en lugares turbulentos. La falta de trabajo exaspera a los hombres, al tiempo que alimenta la miseria y la desesperación. Ante tal situación, la burguesía defiende el orden social por medio de la represión policial. Los intelectuales se preguntan sobre las causas y los efectos de la miseria. 
Mori está casada con una joven y atractiva mujer, Vittoria. Su existencia parece serena y feliz, pero el nacimiento de un niño va a desencadenar una crisis en el matrimonio. El pequeño rechaza la leche de su madre, y ella acaba por no sentir cariño hacia él. Pero Vittoria prefiere no aparentar frialdad por ello ante el servicio y su marido, mientras se ocupa de su hijo el cual recibe todas las atenciones pero no el cariño maternal. Su marido decide entonces llamar a una nodriza. Se trasladan a una villa en las afueras a donde acuden varias mujeres con la esperanza de ser una de ellas la elegida. 
Entre todas ellas destaca una joven, Annetta, a la que Mori recuerda haber visto a través de la ventanilla del tren entre un grupo de condenados a prisión. La joven carece de las cualidades físicas necesarias para ser una nodriza, pero su mirada fiera y su actitud atraen a Mori. Firma el contrato con una cruz, el cual obliga a abandonar a su hijo y dedicarse al pequeño de los Mori hasta que esté totalmente criado.